# Saukkola
Saukkola est un village situé dans la partie ouest de la ville de Lohja, en Finlande. Il a une population de moins de 1 034 habitants. La Seututie 110 (Turuntie) entre Helsinki et Turku passe par Saukkola. La distance entre Saukkola et le centre de Lohja est d'environ 20 kilomètres.
À Saukkola, il y a le supermarché Landen, une bibliothèque, un jardin d'enfants, un magasin d'électroménager, une banque, une pharmacie et deux quincailleries. Une nouvelle épicerie Sale a été ouverte à Saukkola le 30 avril 2022.